# أدريان غولدزورثي
أدريان غولدزورثي (بالإنجليزية: Adrian Goldsworthy) هو مؤرخ عسكري بريطاني، ولد في 1969 في بنارث ‏ في المملكة المتحدة.

## وصلات خارجية
- الموقع الرسمي
- أدريان غولدزورثي على موقع IMDb (الإنجليزية)